# Carmarthen Town Association Football Club
Carmarthen Town A.F.C. é uma equipe galês de futebol com sede em Carmarthen. Disputa a primeira divisão de País de Gales (Campeonato Galês de Futebol).
Seus jogos são mandados no Richmond Park, que possui capacidade para 3.000 espectadores.

## História
O Carmarthen Town A.F.C. foi fundado em 1950.